# Sinkronizirano plivanje na OI 2012.
Sinkronizirano plivanje na OI 2012. u Londonu održavalo se od 5. do 10. kolovoza u Olimpijskom centru za vodene sportove u Londonu.

## Osvajači odličja
| Kategorija | Zlato | Srebro | Bronca |
| Duo        | Rusija Natalia Ishchenko Svetlana Romashina | Španjolska Ona Carbonell Andrea Fuentes                                                                   | NR Kina Huang Xuechen Liu Ou |
| Tim        | Rusija Anastasia Davydova Maria Gromova Natalia Ischenko Elvira Khasyanova Daria Korobova Aleksandra Patskevich Svetlana Romashina Alla Shishkina Anzhelika Timanina | NR Kina Chang Si Chen Xiaojun Huang Xuechen Jiang Tingting Jiang Wenwen Liu Ou Luo Xi Sun Wenyan Wu Yiwen | Španjolska Clara Basiana Alba Cabello Ona Carbonell Margalida Crespí Andrea Fuentes Thaïs Henríquez Paula Klamburg Irene Montrucchio Laia Pons |

## Vanjske poveznice
- Službene stranice Olimpijskih igara  Arhivirana inačica izvorne stranice od 28. veljače 2013. (Wayback Machine)